# Kouzminki (métro de Moscou)
Kouzminki (en russe : Кузьми́нки et en anglais : Kuzminki) est une station de la ligne Tagansko-Krasnopresnenskaïa (ligne 7 mauve) du métro de Moscou, située sur le territoire du raïon Kouzminki dans le district administratif sud-est de Moscou.

## Situation sur le réseau
Établie en souterrain, à 8 mètres sous le niveau du sol, la station Kouzminki est située au point 107+00 de la ligne Tagansko-Krasnopresnenskaïa (ligne 7 mauve), entre les stations Tekstilchtchiki (en direction de Planernaïa) et Kouzminki (en direction de Riazanski prospekt).